# Iglesia Episcopal de San Uriel Arcángel
La Iglesia Episcopal de San Uriel (en inglés: Saint Uriel’s Episcopal Church), también conocida como Iglesia de San Uriel Arcángel (Church of Saint Uriel the Archangel), es un templo episcopal situado en el borough de Sea Girt, perteneciente al estado Nueva Jersey de los Estados Unidos. La Iglesia es un miembro operativo de la Comunión anglicana, y se adhiere a las tradiciones católica y ortodoxa del anglicanismo, es decir, un seguidor del anglocatolicismo, como la Iglesia alta. Es el único templo episcopal dedicado a San Uriel Arcángel, aparte de esto, hay una Iglesia Presbiteriana de Uriel (Uriel Presbyterian Church) en Chester, Carolina del Sur, y algunos templos ortodoxos etíopes y eritreos en los Estados Unidos dedicados a él.
El estandarte parroquial fue hecho por las Hermanas de Betania y dedicado a la iglesia en 1958. Hasta ese año, la iglesia era el único templo anglicano dedicado al Arcángel Uriel.